# شهرداری بندرعباس
شهرداری بندرعباس سازمانی غیردولتی است که مسئولیت اداره شهر بندرعباس را برعهده دارد.
مدیریت این سازمان با شهردار بندرعباس است که پیش از این با حکم وزیر کشور ایران منصوب می‌شد؛ اما از ۱۳۷۷ خورشیدی از طریق آرای شورای اسلامی شهر بندرعباس انتخاب می‌شود اما حکم وی توسط وزیر کشور ابلاغ می‌شود.
شهرداری بندرعباس شامل ۴ منطقه است و برای هر منطقه یک شهردار (مدیر شهرداری) منصوب شده‌است. براساس رای اعضای شورای شهر بندرعباس در ۱۸ مرداد سال ۱۴۰۰  مهدی نوبانی  به عنوان شهردار جدید بندرعباس انتخاب شد.

## تاریخچه شهرداری بندرعباس
تا قبل از سال ۱۲۹۰خورشیدی در بندرعباس شهرداری به مفهوم امروزی وجود نداشت و امور شهری همانند سایر امور توسط حاکمان انجام می‌شد. تا اینکه در آن سال شجاع‌نظام (نایب‌الحکومه) اولین شهرداری را در بندرعباس تأسیس کرد و «حاج مسلم بوشهری» با حقوقی ماهی ۵۰تومان منصوب شد و مشغول به کار شد و مهمترین وظیفه شهرداری نظافت و تأمین روشنایی بود و برای اداره شهر بودجه‌ای تنظیم و بر اساس آن تعرفه‌ای تصویب شد.
شش سال بعد در سال ۱۲۹۶ صورت‌هزینه شهرداری ۵ هزار و ۴۷۰تومان بوده و درآمد همان سال شد. در همان سال ۱۴هزار و ۴۴۶تومان از محل وصول مالیات و ورودی کالا از دریا به عنوان درآمد شهرداری ذکر شده‌است.
یکی از حکام دهه ۱۳۲۰ که پس از شجاع نظام حاکم بندرعباس بوده و نام و یادگاری از وی در اذهان مردم باقی مانده‌است «اسماعیل بهادر» است. او چند سالی فرماندار امور شهرداری زیرنظر داشته و مستقیماً در آن دخالت داشته‌است شاید بتوان گفت او اولین شهرداری بوده که خیابان به نام «بهادر»، میدان و پارک شهر و درخت‌کاری را در بندرعباس انجام داده‌است. میدان اتوتاج، برق و بلوکی خیابان بهادر ودکاکین از جمله خدمات اسماعیل بهادر در بندرعباس بوده‌است.
در فاصله دهه‌های ۱۲۹۰ تا ۱۳۲۰شهر بندرعباس به تدریج توسعه پیدا کرد و جز ضلع جنوبی آن که دریا بود در سمت شمال، شرق و غرب گسترش پیدا کرد.
جمعیت بندرعباس در سال ۱۳۳۵ به ۱۷هزار و ۷۱۰نفر، در سال ۱۳۳۴ به ۳۴هزار و ۶۲۷نفر، در سال ۱۳۵۵ به ۸۸هزار و ۹۸۱نفر، در سال ۱۳۶۵ به ۲۰۱هزار و ۶۴۲نفر، در سال ۱۳۷۵ به ۲۷۱هزار نفر رسید و هم‌اکنون در سال ۱۳۹۶ خورشیدی جمعیت بندرعباس ۵۲۶٬۶۴۸ نفر است.
از سال ۱۳۴۰ تاکنون بندرعباس دارای ۳۷ شهردار بوده که از این تعداد ۱۲نفر سرپرست، ۲۳نفر شهردار و ۲نفر کفیل شهرداری بوده‌اند.
از ۳۷شهردار بندرعباس تاکنون عمر مدیریت ۲۲نفر یک‌ساله و کمتر، ۷نفر دو ساله، ۴نفر سه ساله، ۲نفر چهار ساله و ۲دو نفر عمر مدیریتی بیشتر از ۵سال داشته‌اند که میانگین آن به ۱۸ماه می‌رسد که این موضوع نشان‌دهنده عدم‌ثبات مدیریت شهری در بندرعباس است. 
اما اگر نگاه اجمالی درخصوص عمران وبهسازی شهر بندرعباس و ساختار طولی درکناره ساحل که با داشتن چند ساحل شنی صخرای در خلیج فارس ونحوه قرار گیری شهر مشرف بر سه جزیره قشم لارک وهرمز واز اطرفی وجود خور ها  ( گورسوزان - خور بند - خور اوزیها -کپشکن سورو - شیلات - نخل ناخدا) مسیل اب به طرف دریا، نبود شیب مناسب وجود ابگرفتگی های، طبیعی در ایام بارندگی و شدت فراوانی باران، بندرعباس مشکلاتی فراهم میکرده است.
از سال۱۳۶۳ حرکت های بطرف نوسازی بافت شهری شروع شد.
در ایام بارندگی قسمتی از محلات در اب ولجن فرو میرفت اما در سال۱۳۷۱حرکت های بسیار قوی وبستری مناسب برای پیشرفت بطرف شهری ساحلی شروع شد که رگه های عمران های  تاکنونی از ۱۳۷۱حرکت سرچشمه میگیرد .
در ان دوران بلوارها وخیابان های بسیاری بازگشای وحمل نقل وترافیک را در بلوارهای اصلی وفرعی روان شد.
درسال۱۳۷۶ما شهرداری را به سوی الکترونیکی شدن هست.
امادرسال۱۳۷۶حرکتی در المان سازی وپیاده روها یکسان سازی.
سال۱۳۷۸پارک ها از محصور بودن خارج میشود ونمای پارکها مانند پارک شهدا وپارک شهر بهتر مشاهده میشود.
امااین تاسیس شورای شهر است که سیاست عمران وابادی شهر را به عهده میگیرد و مسیر اباد شدن و ترقی را ....بهر صورت هر دوران پیشرفت گام میگذرد. 

## ساختار سازمانی
- معاونت خدمات شهری (وب‌گاه)
- معاونت برنامه‌ریزی و توسعه (وب‌گاه)
- معاونت حمل‌ونقل و ترافیک (وب‌گاه)
- معاونت فنی و عمرانی (وب‌گاه)
- معاونت مالی و اداری
- معاونت معماری و شهرسازی
- شهرداری منطقه یک (وب‌گاه)
- شهرداری منطقه دو (وب‌گاه)
- شهرداری منطقه سه (وب‌گاه)

## سازمان‌های وابسته
- سازمان خدمات موتوری (وب‌گاه)
- سازمان مدیریت پسماند (وب‌گاه)
- سازمان آتش‌نشانی و خدمات ایمنی (وب‌گاه)
- سازمان پایانه‌های مسافربری (وب‌گاه)
- سازمان عمران (وب‌گاه)
- سازمان آرامستان (وب‌گاه)
- سازمان فناوری اطلاعات و ارتباطات (وب‌گاه)
- سازمان فرهنگی ورزشی (وب‌گاه)
- سازمان اتوبوسرانی شهر و حومه (وب‌گاه)
- سازمان حمل‌ونقل و ترافیک (وب‌گاه)
- سازمان میادین و ساماندهی مشاغل (وب‌گاه)
- سازمان پارک‌ها و فضای سبز (وب‌گاه)
- سازمان مدیریت و نظارت بر امور تاکسیرانی (وب‌گاه)

## شهردارهای قبلی
شهرداران بندرعباس از سال ۱۳۳۷ تا کنون
| شهرداران پیش از انقلاب | شهرداران پیش از انقلاب | شهرداران پیش از انقلاب | شهرداران پیش از انقلاب | شهرداران پس از انقلاب | شهرداران پس از انقلاب | شهرداران پس از انقلاب | شهرداران پس از انقلاب |
| ردیف                   | نام شهردار             | سمت                    | سال                    | ردیف                  | نام شهردار            | سمت                   | سال                   |
| ۱                      | وفائیان                | کفیل شهرداری بندرعباس  | پیش از سال ۱۳۴۰        | ۱۷                    | عباسی                 | شهردار بندرعباس       | ۱۳۵۸                  |
| ۲                      | پژمان                  | کفیل شهرداری بندرعباس  | ۱۳۴۱                   | ۱۸                    | حسین خورگویی          | شهردار بندرعباس       | ۱۳۵۹                  |
| ۳                      | صائب                   | شهردار بندرعباس        | ۱۳۴۳                   | ۱۹                    | احمد علی کارگران      | شهردار بندرعباس       | ۱۳۵۹                  |
| ۴                      | طباطبایی               | سرپرست                 | ۱۳۴۵                   | ۲۰                    | محمدرضا مولایی        | شهردار بندرعباس       | ۱۳۶۱                  |
| ۵                      | خاکسار                 | سرپرست                 | ۱۳۴۶                   | ۲۱                    | تهمتن ملکی            | شهردار بندرعباس       | ۱۳۶۳                  |
| ۶                      | احمد سایبانی           | شهردار بندرعباس        | ۱۳۴۶                   | ۲۲                    | محمدجعفر حسام         | سرپرست                | ۱۳۶۷                  |
| ۷                      | فکوری                  | سرپرست                 | ۱۳۴۸                   | ۲۳                    | ابوالفضل طیبی         | شهردار بندرعباس       | ۱۳۶۸                  |
| ۸                      | کارگران                | سرپرست                 | ۱۳۴۸                   | ۲۴                    | محمدامین فرج‌زاده      | شهردار بندرعباس       | ۱۳۷۱                  |
| ۹                      | همامی                  | شهردار بندرعباس        | ۱۳۴۹                   | ۲۵                    | قاسم کرمی             | شهردار بندرعباس       | ۱۳۷۶                  |
| ۱۰                     | احمدی                  | سرپرست                 | ۱۳۵۰                   | ۲۶                    | حسن کریمیان           | شهردار بندرعباس       | ۱۳۷۶                  |
| ۱۱                     | کشاورز                 | شهردار بندرعباس        | ۱۳۵۲                   | ۲۷                    | عبدالحسین رئیسی‌پور    | سرپرست                | ۱۳۷۸                  |
| ۱۲                     | صدر                    | شهردار بندرعباس        | ۱۳۵۳                   | ۲۸                    | محمدشریف شهورزی       | شهردار بندرعباس       | ۱۳۷۸                  |
| ۱۳                     | شریعتی                 | شهردار بندرعباس        | ۱۳۵۴                   | ۲۹                    | عباس قاسمی            | سرپرست                | ۱۳۸۰                  |
| ۱۴                     | ناظمی                  | سرپرست                 | ۱۳۵۴                   | ۳۰                    | مسعود دالمن           | شهردار بندرعباس       | ۱۳۸۰                  |
| ۱۵                     | کیومرثی                | شهردار بندرعباس        | ۱۳۵۵                   | ۳۱                    | عباس قاسمی            | سرپرست                | ۱۳۸۳                  |
| ۱۶                     | داریوش افراسیابی       | شهردار بندرعباس        | ۱۳۵۶                   | ۳۲                    | منصور آرامی           | شهردار بندرعباس       | ۱۳۸۳                  |
|                        |                        |                        |                        | ۳۳                    | شریف شریفی‌نژاد        | شهردار بندرعباس       | ۱۳۸۸                  |
| ۳۴                     | جعفر بهاری میمندی      | سرپرست                 | ۱۳۸۹                   |                       |                       |                       |                       |
| ۳۵                     | محمدجواد سلطان‌زاده     | شهردار بندرعباس        | ۱۳۸۹                   |                       |                       |                       |                       |
| ۳۶                     | عبدالحسین ارجمند       | سرپرست                 | ۱۳۹۲/۰۶/۱۷             |                       |                       |                       |                       |
| ۳۷                     | عباس امینی‌زاده         | شهردار بندرعباس        | ۱۳۹۲/۰۸/۰۷             |                       |                       |                       |                       |
| ۳۸                     | عبدالحسین ارجمند       | سرپرست                 | ۱۴۰۰/۵/۱۴              |                       |                       |                       |                       |
| ۳۹                     | مهدی نوبانی            | شهرداری بندرعباس       | ۱۴۰۰/۵/۸               |                       |                       |                       |                       |